# ERM II

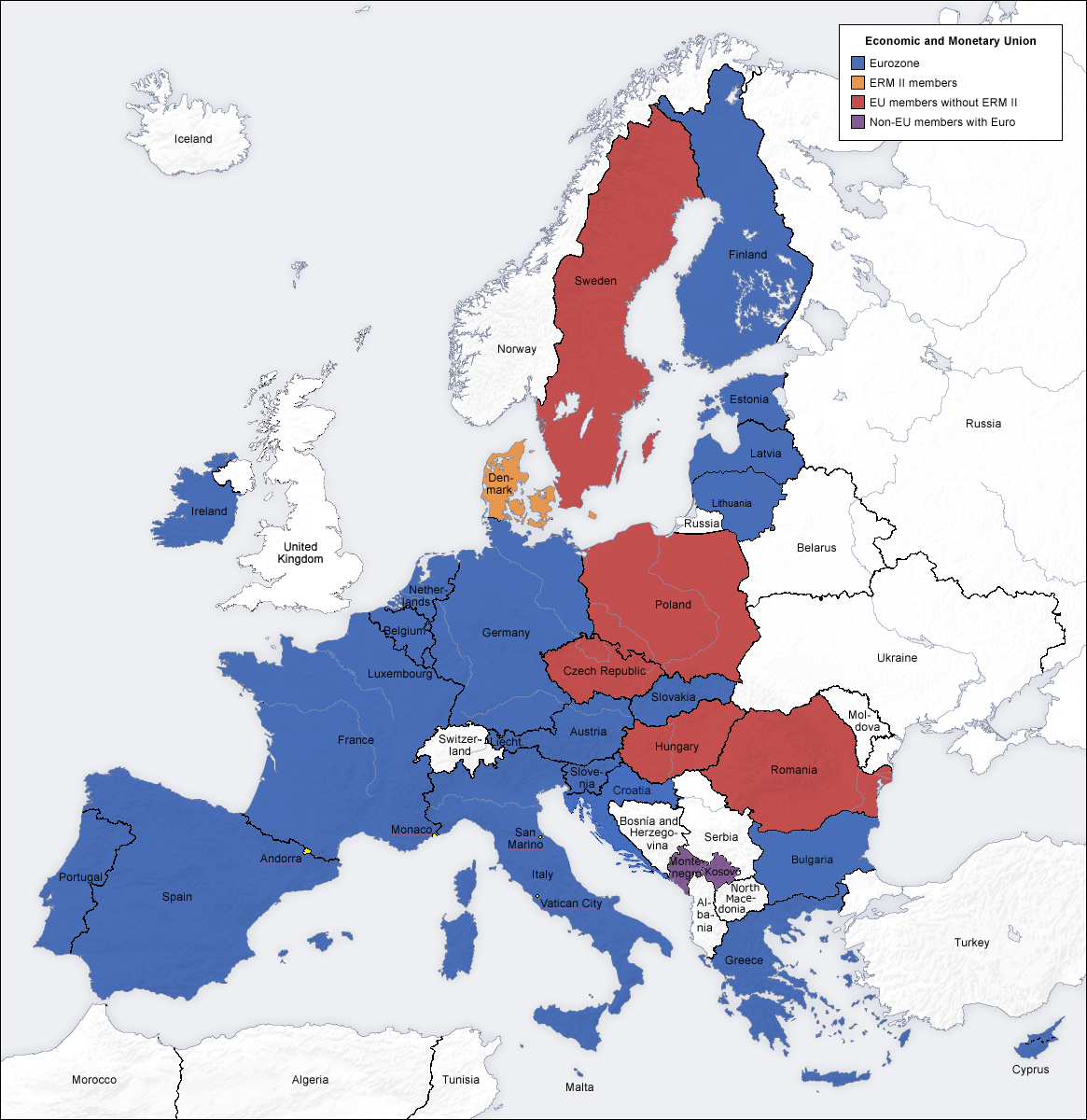
Členské země EU a další země používající euro. Státy zapojené do ERM II oranžovou barvou.

Evropský mechanismus směnných kurzů II (anglicky European Exchange Rate Mechanism II, zkratka ERM II) vznikl 1. ledna 1999 jako nástupce Evropského mechanismu směnných kurzů. Země zapojené do ERM II musí kurzy svých měn udržovat v povoleném maximálním fluktuačním pásmu ± 15 % od stanoveného středního kurzu (centrální parity) k euru. Pro dánskou korunu však bylo stanoveno ještě užší fluktuační pásmo ± 2,25 %. Zároveň nesmí dojít k devalvaci centrální parity, revalvace centrální parity je přípustná. Alespoň dvouleté setrvání v ERM II za výše uvedených podmínek je jedním z konvergenčních kritérií, jejichž splnění je nutnou podmínkou pro přijetí země do eurozóny.
Po zavedení eura v 11 členských zemích Evropské unie od 1. ledna 1999 byly jedinými členy ERM II Dánsko a Řecko, respektive jejich měny. V roce 2023 byly do ERM II zapojeny dvě národní měny členských států EU. Tímto mechanismem již prošlo devět národních měn, které byly po minimálně dvouletém setrvání v ERM II nahrazeny eurem.

## Měny zahrnuté v ERM II
K lednu 2023 jsou do ERM II zapojeny měny Dánska a Bulharska. 
| Stát      | Datum vstupu do ERM II | Národní měna | Národní měna | Centrální parita | Centrální parita | Fluktuační pásmo |
| Stát      | Datum vstupu do ERM II | název        | zkratka      | platnost od      | kurz k euru      | Fluktuační pásmo |
| --------- | ---------------------- | ------------ | ------------ | ---------------- | ---------------- | ---------------- |
| Dánsko    | 1. ledna 1999          | koruna       | DKK          | 1. ledna 1999    | 7,46038          | ± 2,25 %         |
| Bulharsko | 10. července 2020      | lev          | BGN          | 1999             | 1,95583          | ± 15 %           |

## Bývalé měny již nahrazené eurem
| Stát       | Účast v ERM II     | Účast v ERM II    | Národní měna | Národní měna | Centrální parita   | Centrální parita | Fluktuační pásmo |
| Stát       | datum vstupu       | datum výstupu     | název        | zkratka      | platnost od        | kurz k euru      | Fluktuační pásmo |
| ---------- | ------------------ | ----------------- | ------------ | ------------ | ------------------ | ---------------- | ---------------- |
| Řecko      | 1. ledna 1999      | 31. prosince 2000 | drachma      | GRD          | 1. ledna 1999      | 353,109          | ± 15 %           |
| Řecko      | 1. ledna 1999      | 31. prosince 2000 | drachma      | GRD          | 17. ledna 2000     | 340,750          | ± 15 %           |
| Slovinsko  | 28. června 2004    | 31. prosince 2006 | tolar        | SIT          | 28. června 2004    | 239,640          | ± 15 %           |
| Kypr       | 2. května 2005     | 31. prosince 2007 | libra        | CYP          | 2. května 2005     | 0,585274         | ± 15 %           |
| Malta      | 2. května 2005     | 31. prosince 2007 | lira         | MTL          | 2. května 2005     | 0,429300         | ± 15 %           |
| Slovensko  | 28. listopadu 2005 | 31. prosince 2008 | koruna       | SKK          | 28. listopadu 2005 | 38,4550          | ± 15 %           |
| Slovensko  | 28. listopadu 2005 | 31. prosince 2008 | koruna       | SKK          | 19. března 2007    | 35,4424          | ± 15 %           |
| Slovensko  | 28. listopadu 2005 | 31. prosince 2008 | koruna       | SKK          | 29. května 2008    | 30,1260          | ± 15 %           |
| Estonsko   | 28. června 2004    | 31. prosince 2010 | koruna       | EEK          | 28. června 2004    | 15,6466          | ± 15 %           |
| Lotyšsko   | 2. května 2005     | 31. prosince 2013 | lat          | LVL          | 2. května 2005     | 0,702804         | ± 15 %           |
| Litva      | 28. června 2004    | 31. prosince 2014 | litas        | LTL          | 28. června 2004    | 3,45280          | ± 15 %           |
| Chorvatsko | 10. července 2020  | 31. prosince 2022 | kuna         | HRK          | 10. července 2020  | 7,53450          | ± 15 %           |

## Měny, které do ERM II potenciálně vstoupí v budoucnu
Každý stát se vstupem do Evropské unie zavazuje k přijetí jednotné evropské měny, eura. Nicméně neexistují pevně daná pravidla určující, kdy musí členský stát přijmout euro. Jeho přijmutí je v kompetenci členského státu a teoreticky může být odkládáno donekonečna. K lednu 2023 jsou měnami členských států EU, které nejsou v ERM II: česká koruna, polský zlotý, maďarský forint, rumunský lei a švédská koruna. 